# Curche
Curche, Kurko – staropruski bóg urodzaju. Na jesieni, po zbiorach, urządzano mu doroczne święto połączone ze składaniem ofiar z pierwocin zbóż i libacją. Bóg suwerenny, przypuszczalna hipostaza boga nieba - Dievsa. Według innych źródeł jest to bogini ziemi i urodzaju, czczona przez Prusów - jej świętym zwierzęciem jest dzik i świnia.